# Màiskoie (Kamtxatka)
|  | Per a altres significats, vegeu «Màiskoie». |

Màiskoie (en rus: Майское) és un poble del krai de Kamtxatka, a Rússia, que el 2021 tenia 73 habitants. Pertany al districte d'Ust-Kamtxatsk.